# Пак Кин Хє
Пак Кин Хє (кор. 박근혜, 朴槿惠, Bak Geun(-)hye, Pak Kŭnhye, МФА: [pak‿k͈ɯn.hje]; нар. 2 лютого 1952) — корейська державна і політична діячка, дочка Пак Чон Хі, президента Південної Кореї в 1963—1979 роках, одинадцята з президентів Кореї, перша жінка на цій посаді.

## Життєпис

### Ранні роки
Народилася 2 лютого 1952 року у Тегу, була першою дитиною від шлюбу Пак Чон Хі і Юк Ен Су. 1970 року закінчила середню школу в Сеулі, після чого 1974 здобула ступінь бакалавра в галузі електротехніки в сеульському Університеті Соган. 1987 року Пак Кин Хє здобула ступінь Honoris causa у тайваньському Університеті китайської культури, 2008 — в науково-технічному інституті KAIST та 2010 — в Університеті Соган.
Після замаху на Пак Чон Хі 15 серпня 1974, під час якого сам президент не постраждав, але була смертельно поранена та невдовзі померла його дружина Юк Ен Су, овдовілий Пак Чон Хі більше не вступав у шлюб, і роль «першої леді» країни неофіційно перейшла до його старшої дочки Пак Кин Хє. Це тривало до 26 жовтня 1979 року, коли Пака Чон Хі убив директор Корейської розвідки Кім Дже Гю.
1981 року Пак Кин Хє навчалась у пресвітеріанському коледжі та духовній семінарії, де вивчала християнство протягом одного семестру, після чого присвятила себе політичній кар'єрі. У шлюбі ніколи не була.

### Політична кар'єра
1998 року на довиборах до Національних зборів Південної Кореї Пак Кин Хє виборола депутатський мандат від Партії великої країни (ПВК) за одним з округів Тегу. Після того Пак Кин Хє тричі обралась до парламенту від того ж округу. Востаннє була обрана до парламенту 2008 року, термін дії її депутатських повноважень сплив у квітні 2012 року, після чого вона оголосила, що більше не балотуватиметься до парламенту.
У 2004—2006 роках очолювала Партію великої країни. В той період представники ПВК виграли понад 40 виборів різних рівнів, що багато політологів пов'язують виключно з заслугами Пак Кин Хє, яка отримала неофіційний титул «Королева виборів».
2007 року Пак планувала висунути свою кандидатуру на пост президента країни, втім на внутрішньопартійних виборах зазнала поразки від Лі Мьон Бака, який згодом здобув перемогу на президентських виборах.
2011 року в зв'язку з падінням рейтингу популярності ПВК партія сформувала Надзвичайний комітет і змінила назву на Сенурі, що означає «Партія нових обріїв». 19 грудня 2011 року Пак Кин Хє була призначена на пост голови Надзвичайного комітету, де-факто лідера партії. Після того на парламентських виборах 2012 року Сенурі здобула переконливу перемогу, що сприяло висуненню кандидатури Пак Кин Хє на президентських виборах того ж року.

### Президентська кампанія 2012 року
На парламентських виборах 2012 року Пак Кин Хє привела партію Сенурі до переконливої перемоги: партія отримала більшість у парламенті (152 місця з 300). Це сприяло зміцненню позицій Пак Кин Хє всередині партії як потенційної кандидатки на президентських виборах.
Праймериз у партії Сенурі відбулись 20 серпня 2012 року. Пак Кин Хє перемогла своїх конкурентів зі значним відривом, отримавши 83,97 % голосів (86 589 з 103 118) й була обрана кандидаткою в президенти від партії.
На виборах 19 грудня Пак Кин Хє виборола 51,55 % голосів виборців і стала першою в історії Південної Кореї жінкою-президентом.

## Скандал 2016 року
Протягом кількох років значна група журналістів постійно робила антипрезидентські та антиурядові публікації з акцентами на емоційну складову в реакціях населення. У жовтні 2016 року низка ЗМІ оприлюднила інформацію про те, що президент Пак Кин Хє нібито приймала рішення під впливом своєї подруги Чхве Сун Сіль. При цьому ЗМІ не змогли оприлюднити джерела фінансування кампанії. Відомо лише, що великі корпорації Кореї передали до благодійних фондів, що мають відношення до Чхве, $69 млн, а дочка Чхве вступила до престижного університету. У публікаціях багатьох ЗМІ простежується їхня цікавість до встановлення більш тісних зв'язків з КНР. При цьому в Сеулі з кінця жовтня відбувались мітинги з вимогами відставки президента. 3 листопада Чхве Сун Сіль було заарештовано, після чого почались слідчі дії щодо корупційних діянь самої Чхве, а також щодо членів її адміністрації.
5 листопада 2016 року в Сеулі знову відбувся мітинг із вимогами відставки президента, в протестах взяли участь 40 тис. людей.
9 грудня 2016 року президенту було оголошено імпічмент, та з 10 березня наступного року Пак Кин Хє вийшла у відставку. Відповідно до конституції обов'язки президента Кореї почав виконувати прем'єр-міністр Хван Кьо Ан.
31 березня 2017 Пак було заарештовано й ув'язнено без доведеного звинувачення під приводом «запобігання можливому знищенню доказів». Її камера має розміри лише 6,5 м2, як і в інших в'язнів. Режим дня і харчування такий же, як і в інших. 6 квітня 2018 року Пак Кин Хє визнали винною в корупційній змові зі своєю подругою Чхве Сун Сіль, отриманні хабарів у розмірі близько 7 млрд вон кожною з них від корпорацій Samsung і Lotte, а також вимаганні хабаря у розмірі 8,9 млрд вон від корпорації SK, її засудили до 24 років позбавлення волі та штрафу у розмірі 18 млрд вон.
У квітні 2018 року суд засудив Пак Кин Хє до 24 років позбавлення волі за звинуваченням у розголошенні державної таємниці, здирництві, зловживанні владою й отриманні хабарів. У січні 2021 року Верховний суд Республіки Корея зменшив термін покарання до 20 років.

## Помилування
24 грудня 2021 року Міністерство юстиції Кореї повідомило, що 69-річна Пак Кин Х'єдо перебувала в списку осіб, які підлягають амністії. Її було заплановано звільнити з тюрми до 31 грудня 2021 року.